# Bussière-Nouvelle
Bussière-Nouvelle település Franciaországban, Creuse megyében. Lakosainak száma 75 fő (2022. január 1.). Bussière-Nouvelle Arfeuille-Châtain, Le Compas, Lupersat, Mainsat, Rougnat és Sermur községekkel határos.

## Népesség
A település népességének változása:
| Lakosok száma | 165  | 130  | 113  | 111  | 101  | 96   | 85   | 79   | 78   | 75   |
|               | 1968 | 1982 | 1990 | 2006 | 2013 | 2015 | 2017 | 2019 | 2020 | 2022 |